# Тамбур (подкуполен)
Тамбурът (барабан, тимпан) е цилиндрична или многостенна структура, поддържаща кубе или купол. Той представлява преход между купола и пандантивите или тромпите, чрез които натоварването се прехвърля върху колоните или стените от подкуполния квадрат. Тамбурът може да е с глухи стени или да е прорязан от осветителни отвори. Наименованието произлиза от френското tambour, означаващо барабан.
Среща се най-често в храмовата архитектура, особено при православните църкви. В ранните византийски църкви куполът обикновено ляга директно върху пандантива, а прозорците са разположени върху самия купол. В по-късните примери се появява тамбурът във вид на извита стена, със или без прозорци или украси.
През Ренесанса тамбурът се използва масово при изграждане на храмове. Най-известни примери са катедралата „Св. Петър“ в Рим, църквата във Вал де Грас, Франция, Сорбоната в Париж, църквата в Дома на инвалидите в Париж и много други. В съвременната европейска архитектура тамбурът често е украсен с колони или пиластри, поставени по стената между прозорците. Пример за впечатляващ тамбур е този на катедралата „Свети Павел“ в Лондон. При нея куполът е с голям диаметър, а долната част на тамбура е изпълнена с колонада, украсена със статуи. Над нея е изградена балюстрада и тамбурът завършва нагоре с по-ниски пиластри.

## Значения
В архитектурата терминът тамбур се използва с още няколко значения:
- Неголямо преходно помещение в сграда с външна и вътрешна врата, което служи като въздушен шлюз. Предназначението му е да предпази вътрешното помещение от преохлаждане или пренагряване. Може да бъде изградено както навътре от фасадата, така и пристроено към нея.[5]
- Централната част от коринтски капител, откъдето започва орнамент.[6]
- Цилиндрична каса за въртяща се цилиндрична врата, служеща за изолация на дадено помещение от външната среда.[7]

- Катедралата „Свети Павел“ в Лондон
- Базиликата Св. Петър във Ватикана
- Храмът „Рождество Богородично“ във Волоколамск, Русия
- Катедралата Никорцминда в Грузия
- „Санта Мария дел Фиоре“ във Флоренция, Италия
- Църква в Асунсион, Парагвай